# Lantsch/Lenz
Lantsch/Lenz (tot 1943 in het Duits officieel Lenz genoemd; Reto-Romaans: Lantsch; Italiaans (verouderd): Lanze) is een gemeente en plaats in het Zwitserse kanton Graubünden, en maakt deel uit van het district Albula.
Lantsch/Lenz telt 505 inwoners.